# Nyyrikki
Nyyrikki est le dieu finnois de la chasse et du bétail, il est le fils de Tapio et de Mielikki. Il a été étroitement associé à Nimrod,.